# Eduardo Folle
Eduardo Ángel Folle Colombo (Montevideo, 28 aprile 1922 – 2 agosto 1994) è stato un cestista uruguaiano.

## Carriera
Cestista del Club Malvín, ha vinto l'oro ai FIBA South American Championship 1947 con l'Uruguay; ha inoltre disputato le Olimpiadi 1948.